# Aubria masako
Aubria masako é uma espécie de anfíbio da família Pyxicephalidae.
Pode ser encontrada nos seguintes países: Camarões, República Centro-Africana, República do Congo, República Democrática do Congo, Gabão, possivelmente Angola e possivelmente em Guiné Equatorial.
Os seus habitats naturais são: florestas subtropicais ou tropicais húmidas de baixa altitude, marismas de água doce, marismas intermitentes de água doce, jardins rurais, florestas secundárias altamente degradadas e lagoas.